# Xerotyphlops socotranus
Xerotyphlops socotranus is een slang die behoort tot de wormslangen (Typhlopidae) en het geslacht Typhlops.

## Naam en indeling
De wetenschappelijke naam van de soort werd voor het eerst voorgesteld door George Albert Boulenger in 1889. Oorspronkelijk werd de wetenschappelijke naam Typhlops socotranus gebruikt.
De soortaanduiding socotranus betekent vrij vertaald 'van Socotra' en verwijst naar het verspreidingsgebied.

## Verspreiding en habitat
De soort komt voor in delen van het Midden-Oosten en leeft endemisch in Jemen. De wormslang komt hier alleen voor op het eiland Socotra. De habitat bestaat uit droge tropische en subtropische scrublands en rotsige omgevingen. Ook in door de mens aangepaste streken zoals plantages kan de slang worden gevonden. De soort is aangetroffen op een hoogte van ongeveer 30 tot 550 meter boven zeeniveau.

## Beschermingsstatus
Door de internationale natuurbeschermingsorganisatie IUCN is de beschermingsstatus 'onzeker' toegewezen (Data Deficient of DD).